# پینت راک (تگزاس)
پینت راک، تگزاس(به انگلیسی: Paint Rock, Texas) شهری در ایالت تگزاس از ایالات جنوبی ایالات متحده آمریکا است. در سرشماری سال ۲۰۰۰، جمعیت این شهر ۳۲۰ نفر اعلام شد.